# Lis fermowy
Lis fermowy  – nazwa używana na określenie odmian lisa pospolitego i polarnego, hodowanych w celu pozyskania futra. Dwie najbardziej znane odmiany to lis srebrzysty i lis platynowy.
Pierwsze fermy w Europie gdzie utrzymywano lisy hodowlane pojawiły się w Norwegii w 1914 roku, a w Polsce w latach 1925-1927.